# سیارک ۹۴۸۹
سیارک ۹۴۸۹ (به انگلیسی: 9489 Tanemahuta، نامگذاری:1146T-1) نه هزار و چهارصد و هشتاد و نهمین سیارک کشف شده‌است که در ۲۵ مارس ۱۹۷۱ کشف شد.
قدر مطلق سیارک برابر ۱۴٫۵۰ است.